# Namiya
Namiya è un film fantasy cinese del 2017, diretto da Han Jie e basato sul romanzo di Keigo Higashino L'emporio dei piccoli miracoli (2012).
Protagonista del film è Jackie Chan, affiancato da Dilraba Dilmurat, Karry Wang e Hao Lei. Il film è stato pubblicato in patria il 29 dicembre 2017.

## Trama
La storia segue tre giovani orfani che incappano in una lettera casualmente passata sotto la porta di un negozio di alimentari, in cui i tre si stanno nascondendo. I tre ragazzini rispondono alla lettera, iniziando una corrispondenza con gente vissuta 30 anni fa.

## Cast
- Jackie Chan: Namiya
- Dilraba Dilmurat: Tong Tong
- Karry Wang: Xiao Bo
- Hao Lei
- Qin Hao
- Dong Zijian: Ah Jie
- Chen Duling: Wang Wang
- Lee Hong-chi: Qin Lang

## Produzione
Prodotto da Emperor Motion Pictures, PMF Pictures e Wanda Media, il primo trailer del film è stato pubblicato il 2 dicembre 2017.
Il film ha ottenuto 35.342.550$ al box office.